# Genootschap van de Zalige Idesbald
Het Genootschap van de Zalige Idesbald is een katholieke broederschap, die de devotie tot Sint-Idesbald promoot.
Deze confrerie is gehuisvest in Koksijde en erkend in 1994. Zij promoten de bedevaart naar het kapelletje van Baaldjes Kruis.